# 신시

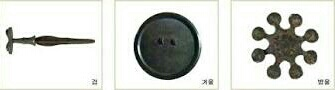
천부삼인

신시(神市)는 환웅이 세웠다고 전해지는 고조선 이전의 신화적인 도읍지 또는 국가로 일컬어지기는 하지만, 신화적인 면이 강하기에, 일반적으로 한민족의 신화나 전설상 나라의 하나로 보고 있다.
일부 재야사학자들은 신시를 수도로 하는 ‘환웅’의 ‘신시배달국 ’으로 고조선 이전에 존재했던 고대 국가의 하나라고 주장하기도 한다.

## 개요
《삼국유사》에 따르면 신시는 환웅이 하늘에서 천부삼인, 무리 3천과 풍백(風伯), 우사(雨師), 운사(雲師)를 이끌고 내려와 세상을 다스린 곳이라고 한다. 그 위치는 태백산 신단수(神壇樹)였다. 환웅은 신시에서 곡식, 생명, 질병, 형벌, 선악 등 인간 세상의 360여 가지 일을 주관하면서 세상을 다스렸다고 한다.
한편 신시는 일부 기록에서 인명으로 사용되기도 한다. 허목의 《동사(東事)》나 《규원사화》에는 환웅을 ‘신시씨(神市氏)’라 지칭하고 있고 《규원사화》에는 단군조선을 '단국(檀國, 박달나라 또는 배달나라)'으로 설명하였다.

## 의미
신시는 신정시대(神政時代)에 도읍 주변에 있던 별읍(別邑)으로 삼한의 소도(蘇塗)와 같은 성격의 신읍(神邑) 또는 성역으로 해석된다. 또는 지명이 아닌 환웅을 가리키는 인명으로서 삼한의 신지(臣智)와 같은 존칭이라고 해석하기도 한다.
'신시'를 글자 대로 풀이하자면 '신의 시장(저잣거리)'이다. 신시를 신의 도시로 해석하는 것이 종래의 설이나, 시(市)가 도시의 개념으로 사용된 것은 근대 이후므로 신시를 신불(巿:슬갑 불; 巾-총4획)로 읽어야 한다는 주장도 있다. 불은 고대말로 현재의 땅이라는 뜻으로 '벌'이라는 현대어가 남아 '벌판'등으로 쓰인다. 후대의 서라벌, 신라, 서울과 같이 필요에 의해 자연적으로 생성한 형태로 보기도 한다.

## 주해
1. ↑  신증동국여지승람에 따르면 태백산은 묘향산이다.[2]

## 같이 보기
- 웅녀
- 예맥족
- 삼국유사

## 참고자료
- 일연, 《삼국유사》
- 북애자, 《규원사화》
- 허목, 《동사》
- 김은수 번역, 박금 복원, 박제상 저, 《부도지》, 한문화, 2002
- 이유립, 《환단고기》, 광오이해사, 1979
- 김교헌, 《신단민사》